# محمد أوكور
محمد أوكور (بالتركية: Mehmet Okur)‏ مواليد 26 مايو 1979 في يالوفا، تركيا، هو لاعب كرة سلة تركي سابق بدأ مسيرته الاحترافية في سنة 1997. يبلغ طوله 6 قدم 11 بوصة (2.1 م). اعتزل اللعب في 2012.

## فرق لعب لها
- نادي طوفاس الرياضي
- ديترويت بيستونز
- يوتاه جاز
- تورك تيليكوم
- بروكلين نتس

## الميداليات
| الميدالية | المسابقة                         |
| --------- | -------------------------------- |
| فضية      | بطولة أمم أوروبا لكرة السلة 2001 |

## روابط خارجية
- محمد أوكور على موقع الاتحاد الدولي لكرة السلة (الإنجليزية)
- محمد أوكور على موقع الدوري الأوروبي لكرة السلة (الإنجليزية)
- محمد أوكور على موقع إن بي أي (الإنجليزية)
- محمد أوكور على موقع سبورتس رفرنس (الإنجليزية)
- محمد أوكور على موقع كرة السلة الأوروبية.كوم (الإنجليزية)
- محمد أوكور على موقع إي إس بي إن.كوم (الإنجليزية)
- محمد أوكور على موقع ريلجم (الإنجليزية)
- محمد أوكور على موقع بروبوليرز (الإنجليزية)
- محمد أوكور على موقع سبورتس رفرنس (الإنجليزية)